# Palmierita
La palmierita és un mineral de la classe dels sulfats que pertany i dona nom al grup de la palmierita. Rep el seu nom de Luigi Palmieri (1807-1896), científic italià i director de l'observatori del Vesuvi.

## Característiques
La palmierita és un sulfat de fórmula química (K,Na)₂Pb(SO₄)₂. Cristal·litza en el sistema trigonal. Es troba en forma de cristalls diminuts, aplanats en {0001} amb el contorn hexagonal, modificats per {1010}, {1011}, {1012}, {1013} i {1015}. La seva duresa a l'escala de Mohs és 2. És l'anàleg amb plom de la kalistroncita, de la qual és una espècie isostructural.
Segons la classificació de Nickel-Strunz, la palmierita pertany a «07.AD - Sulfats (selenats, etc.) sense anions addicionals, sense H₂O, amb cations grans només» juntament amb els següents minerals: arcanita, mascagnita, mercal·lita, misenita, letovicita, glauberita, anhidrita, anglesita, barita, celestina, olsacherita i kalistroncita.
El grup de la palmierita va ser establert en el mes de juliol de 2023 i està format per cinc espècies: palmierita, kalistroncita, tuïta, mazorita i gurimita.

## Formació i jaciments
És un mineral rar que es forma en fumaroles volcàniques. Sol trobar-se associada a altres minerals com: aftitalita, ferronatrita, jarosita, euclorina i hematites. Va ser descoberta l'any 1907 al Vesuvi, a la província de Nàpols (Campània, Itàlia). També ha estat descrita a l'esvoranc nº1, a Äußere Wimitz (Caríntia, Àustria), a la fumarola Iadovítaia (Kamtxatka, Rússia), a Linares (Jaén, Espanya) i a dues localitats alemanyes: la mina Bastenberg (Sauerland) i a Münsterbusch (Aquisgrà).